# Estación de Barcelona Sants
Az Estación de Barcelona Sants Barcelona (Spanyolország) legnagyobb vasúti átmenő pályaudvara. Rendkívül forgalmas, nagy csomópont. InterCity vonatok indulnak innen a nagyobb spanyol városok felé, továbbá regionális vonatok a város agglomerációjába. Az állomás alatt a Barcelonai metró L3 vonal (Zona Universitària–Trinitat Nova) és az L5 vonal (Cornellà Centre–Horta) megállói találhatóak, mellette busz- és taxiállomás található. 1975. július 18-án nyílt meg, egy nagyobb felújítás 2003 és 2007 között volt. 2008 február 20. óta pedig AVE vonatok is érkeznek ide Madrid felől.

## Története
A modern Sants állomás az 1970-es években épült a Barcelona központja alatt futó második kelet-nyugati regionális vonal építésének részeként. Az első kelet-nyugati vasútvonal Estació de França végállomásra, északabbra vezető útját befedték, és ma már a regionális és távolsági vonatok számára alagútként használják. Az elmúlt 30 évben az Estació de Sants azóta háttérbe szorította a korábbi, 1920-as évekből származó França végállomást (Barcelona Estació de França), mint Barcelona korábbi főpályaudvarát.
Az állomást modern repülőtéri stílusban építették, számos peronja a föld alatt helyezkedik el. Az állomás főépületének felső szintjeinek nagy részét egy szálloda (Hotel Barceló Sants) foglalja el.

## Helyszín
Az állomás Barcelona Sants-Montjuïc kerületében található, a városközponttól kissé nyugatra, és könnyen megközelíthető metróval vagy busszal a város bármely pontjáról. Az Avinguda Roma végén, két tér, a Plaça dels Països Catalans és a Plaça Joan Peiró között helyezkedik el, két bejárata van.

## Szolgáltatások

### Hosszú távú távolság
Madrid két és fél óra alatt elérhető a Madrid-Barcelona nagysebességű vasútvonalon, miután 2008-ban megnyílt a Camp de Tarragona és Barcelona közötti összeköttetés. A nagysebességű hálózat keleti, a TGV-hálózathoz csatlakozó franciaországi meghosszabbítása 2013 januárjában fejeződött be a Perpignan-Barcelona nagysebességű vasútvonal befejeztével, és 2013 decemberében közvetlen TGV-szolgáltatás indult Párizs felé. A nagysebességű szolgáltatás az 1-6. peronokat használja, amelyeket az AVE járatai számára európai szabványos nyomtávra alakítottak át, ellentétben a többi 8. peronnal, amelyeket a RENFE más járatai használnak a szélesebb spanyol nyomtávú vágányokon. Barcelonában egy második nagy vasútállomás, a jelenleg építés alatt álló Estació de Sagrera-TAV várhatóan csatlakozik majd hozzá, hogy a nagysebességű és távolsági vonatok szélesebb körű elérését biztosítsa a város északi részén.

## Vasútvonalak
Az állomást az alábbi vasútvonalak és vasúti járatok érintik:
- Madrid–Barcelona nagysebességű vasútvonal
- Barcelona–Girona–Portbou-vasútvonal
- Barcelona–Latour-de-Carol - Enveitg-vasútvonal
- Sant Vicenç de Calders–Barcelona-vasútvonal
- Madrid-Barcelona-vasútvonal
- LGV Perpignan-Barcelona

## Szomszédos állomások
Az állomáshoz az alábbi vasútállomások vannak a legközelebb:
- Barcelona-Plaça de Catalunya (Maçanet-Massanes vasútállomás, Rodalies Barcelona 1-es vonal)
- Torrassa railway station (Estación de Molins de Rey, Rodalies Barcelona 1-es vonal)
- Passeig de Gràcia (Maçanet-Massanes vasútállomás, Rodalies de Barcelona 2-es vonal)
- Torrassa railway station (Estació de Sant Vicenç de Calders, Rodalies de Barcelona 2-es vonal)
- Camp de Tarragona (Madrid Atocha, Madrid–Barcelona nagysebességű vasútvonal)
- Barcelona-Plaça de Catalunya (Estación de Puigcerdá, Rodalies Barcelona 3-as vonal)
- Torrassa railway station (Rambla Just Oliveras, Rodalies Barcelona 3-as vonal)
- Torrassa railway station (Estació de Sant Vicenç de Calders, Rodalies Barcelona 4-es vonal)
- Barcelona-Plaça de Catalunya (Estación de Manresa, Rodalies Barcelona 4-es vonal)
- Passeig de Gràcia
- Estación de Gerona (Madrid–Barcelona nagysebességű vasútvonal)
- Barcelona-Plaça de Catalunya (Portbou vasútállomás, Línea 1)
- Torrassa railway station (Rambla Just Oliveras, Línea 1)
- Passeig de Gràcia (Barcelona-Estación de Francia, líne R2 sud)
- Torrassa railway station (Estació de Sant Vicenç de Calders, líne R2 sud)
- Passeig de Gràcia (Maçanet-Massanes vasútállomás)
- Torrassa railway station (Estación de Aeropuerto)

## Képek

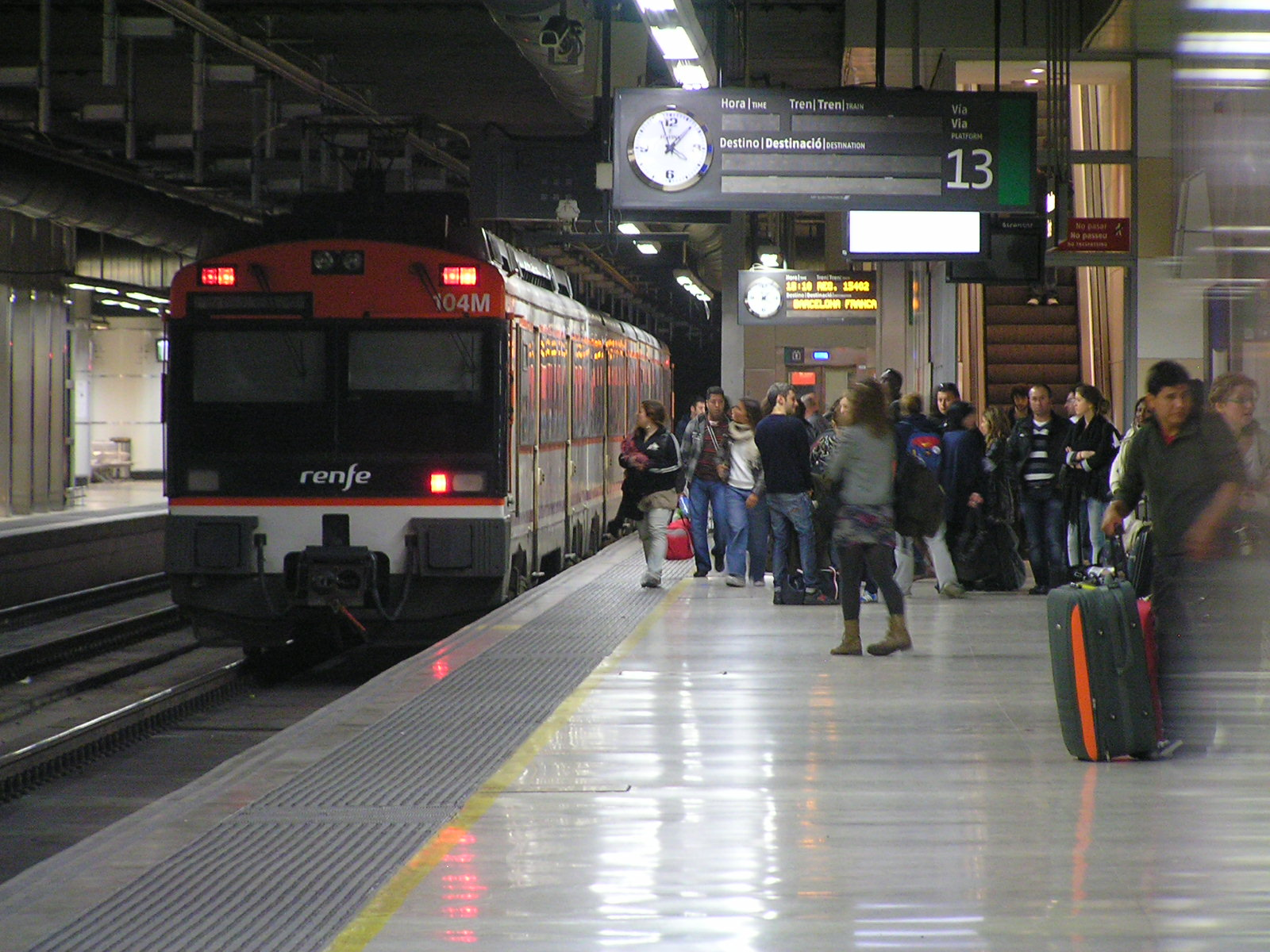
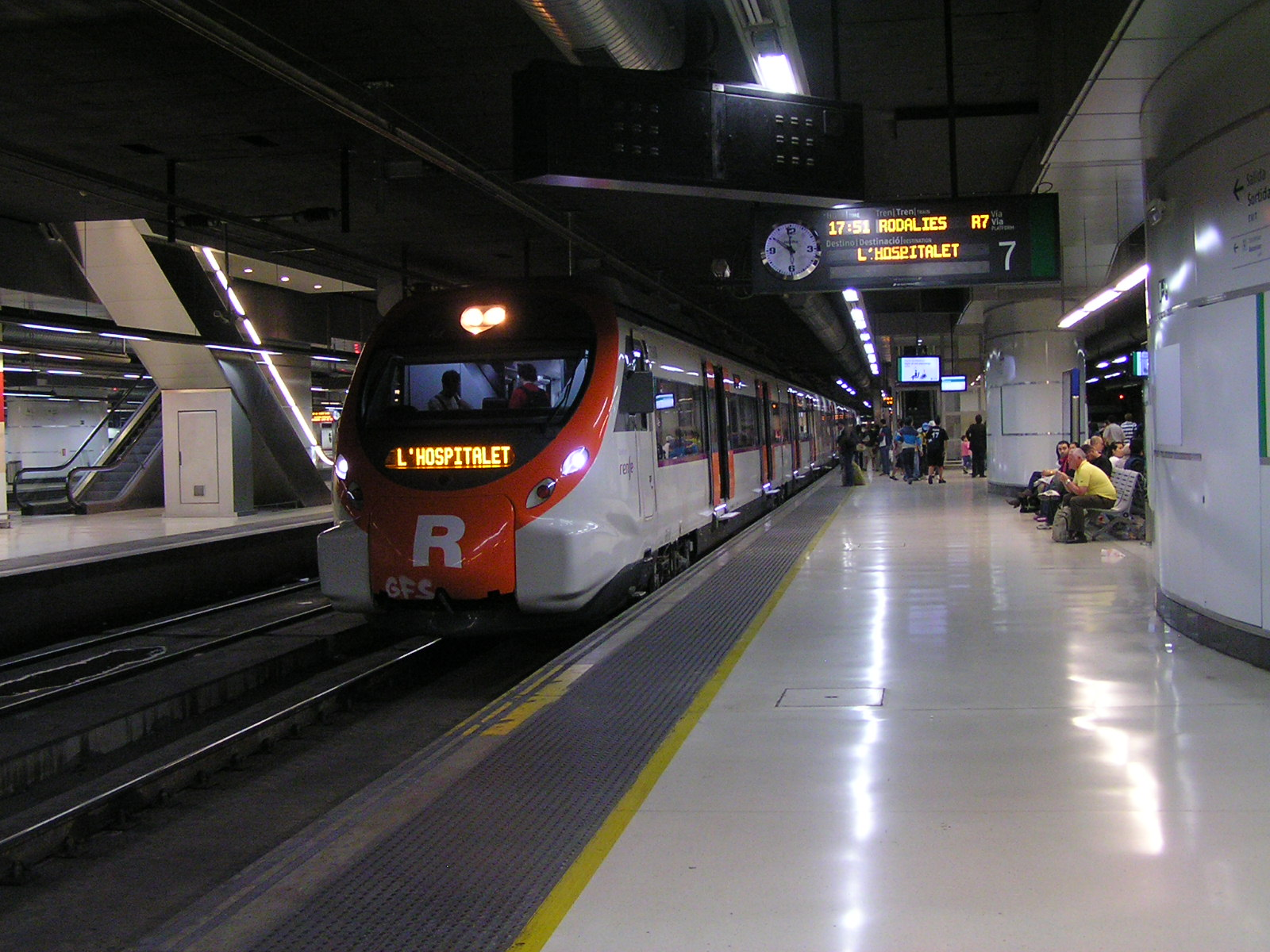
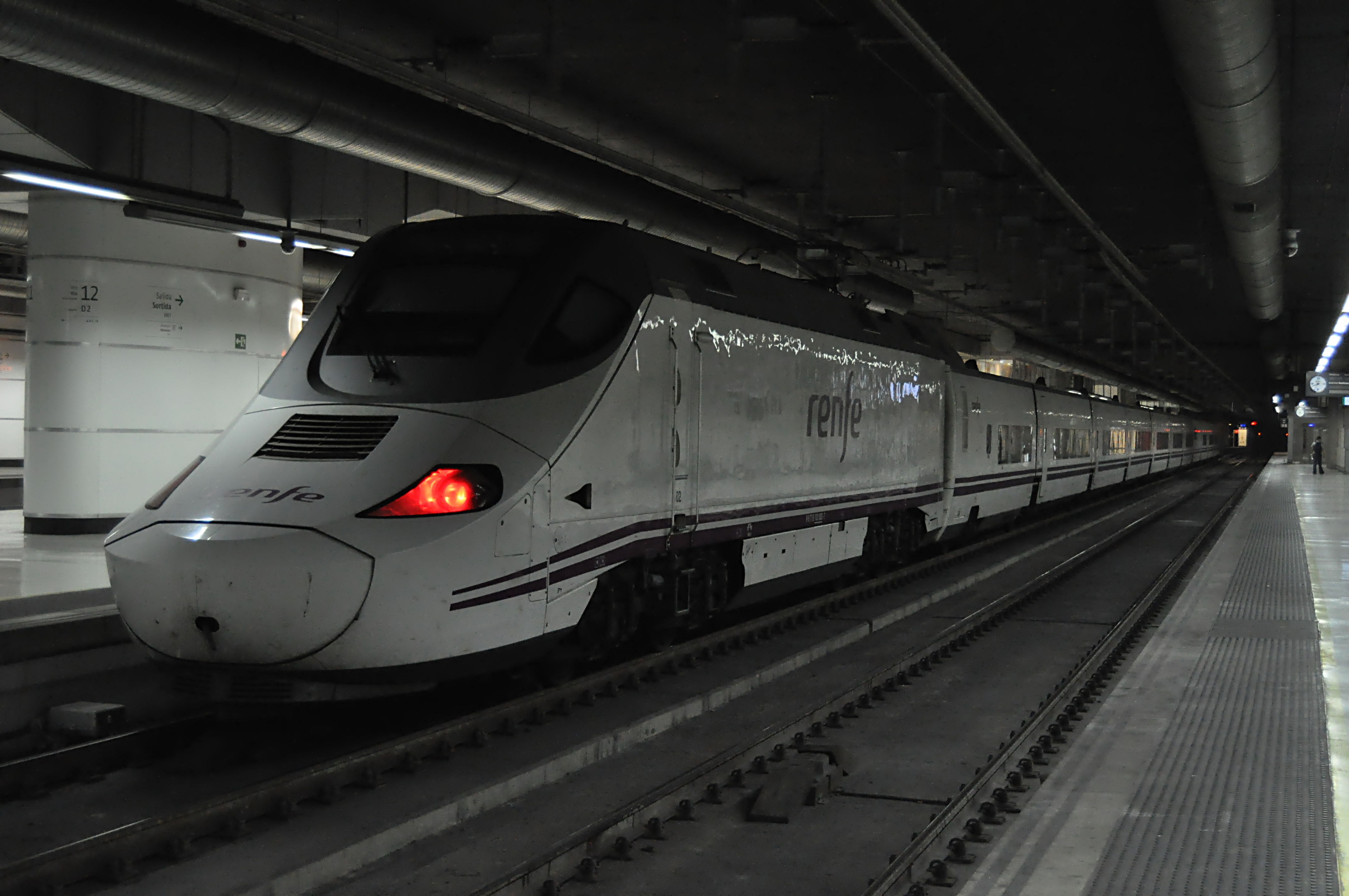
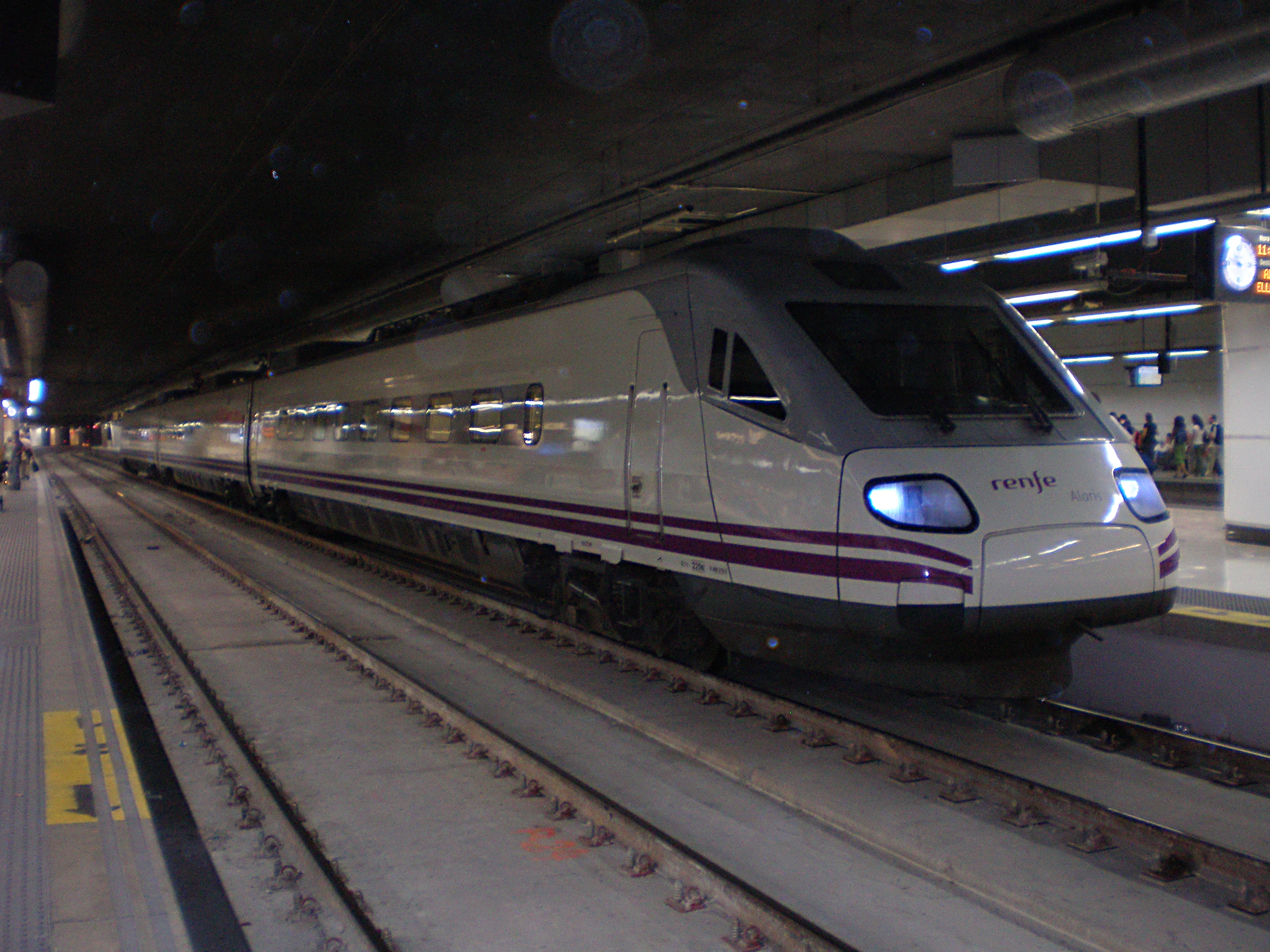
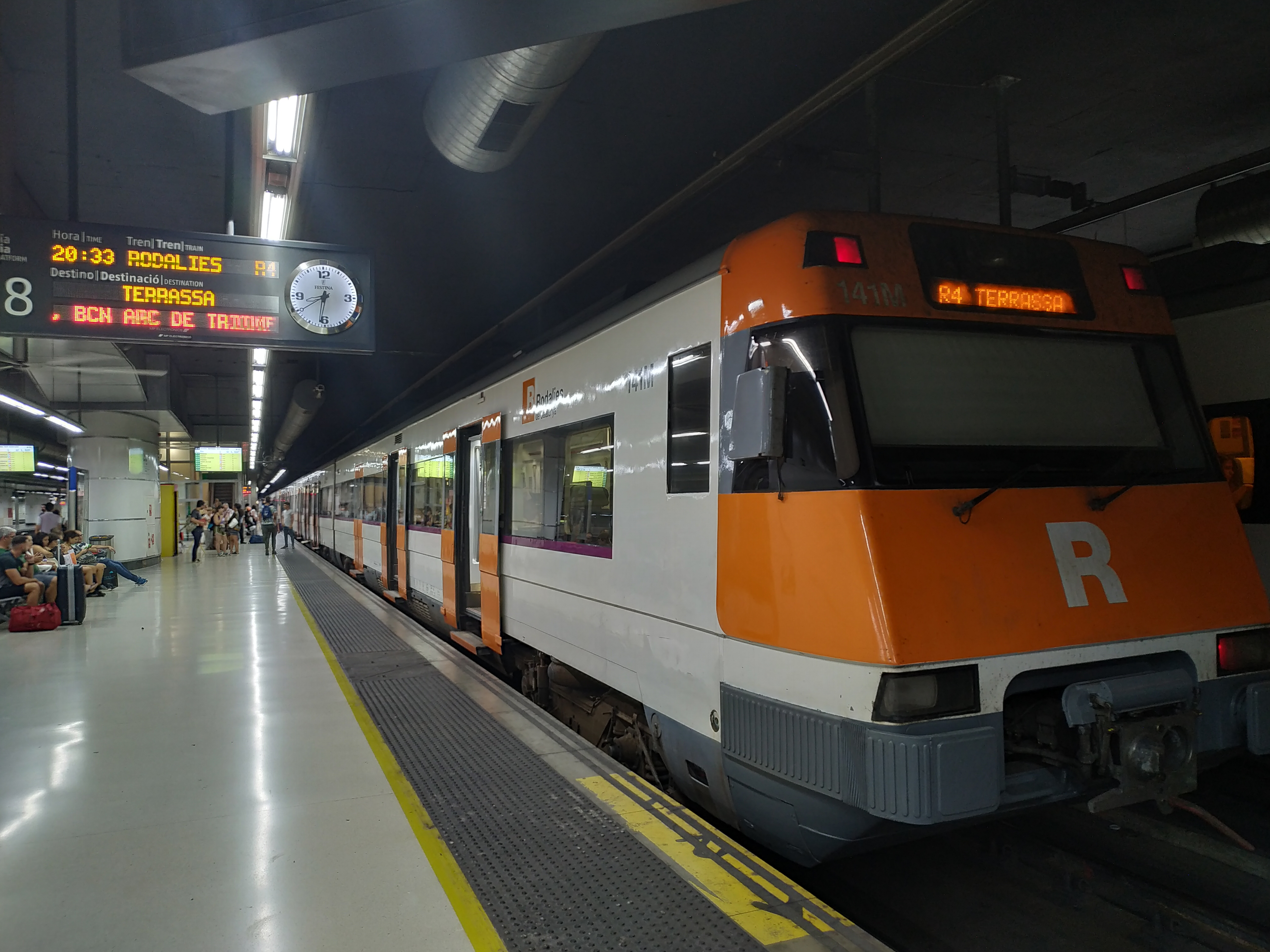
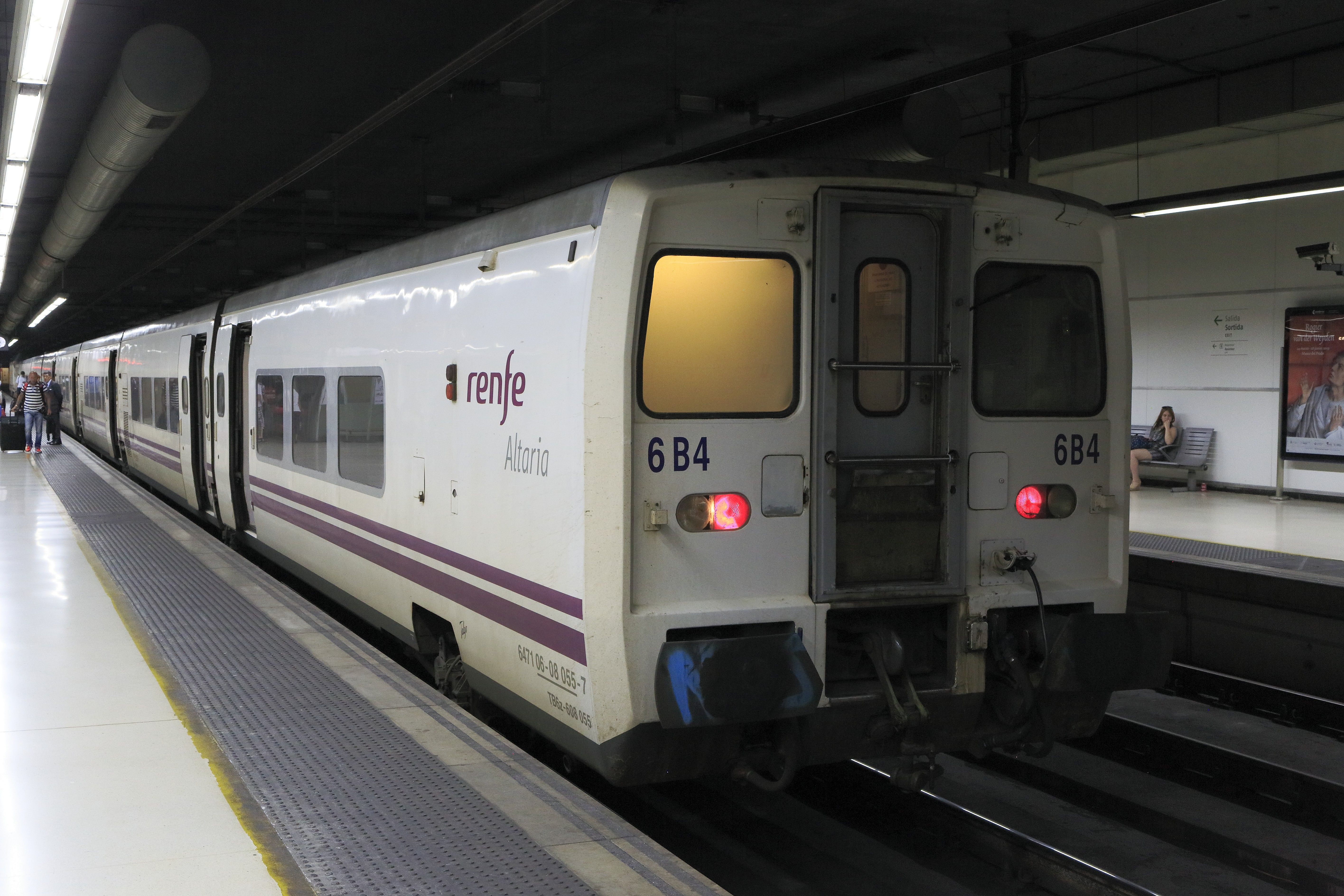
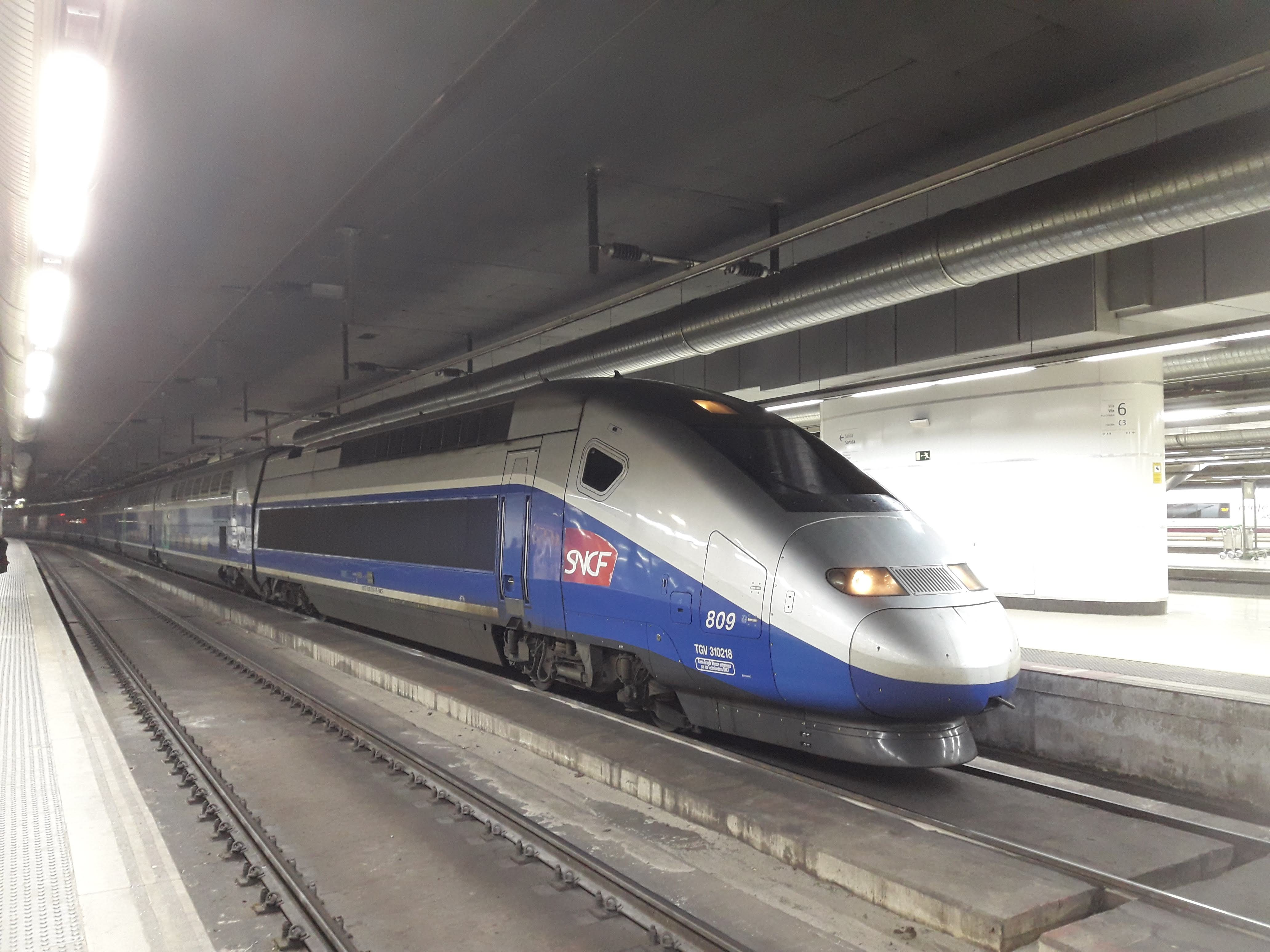
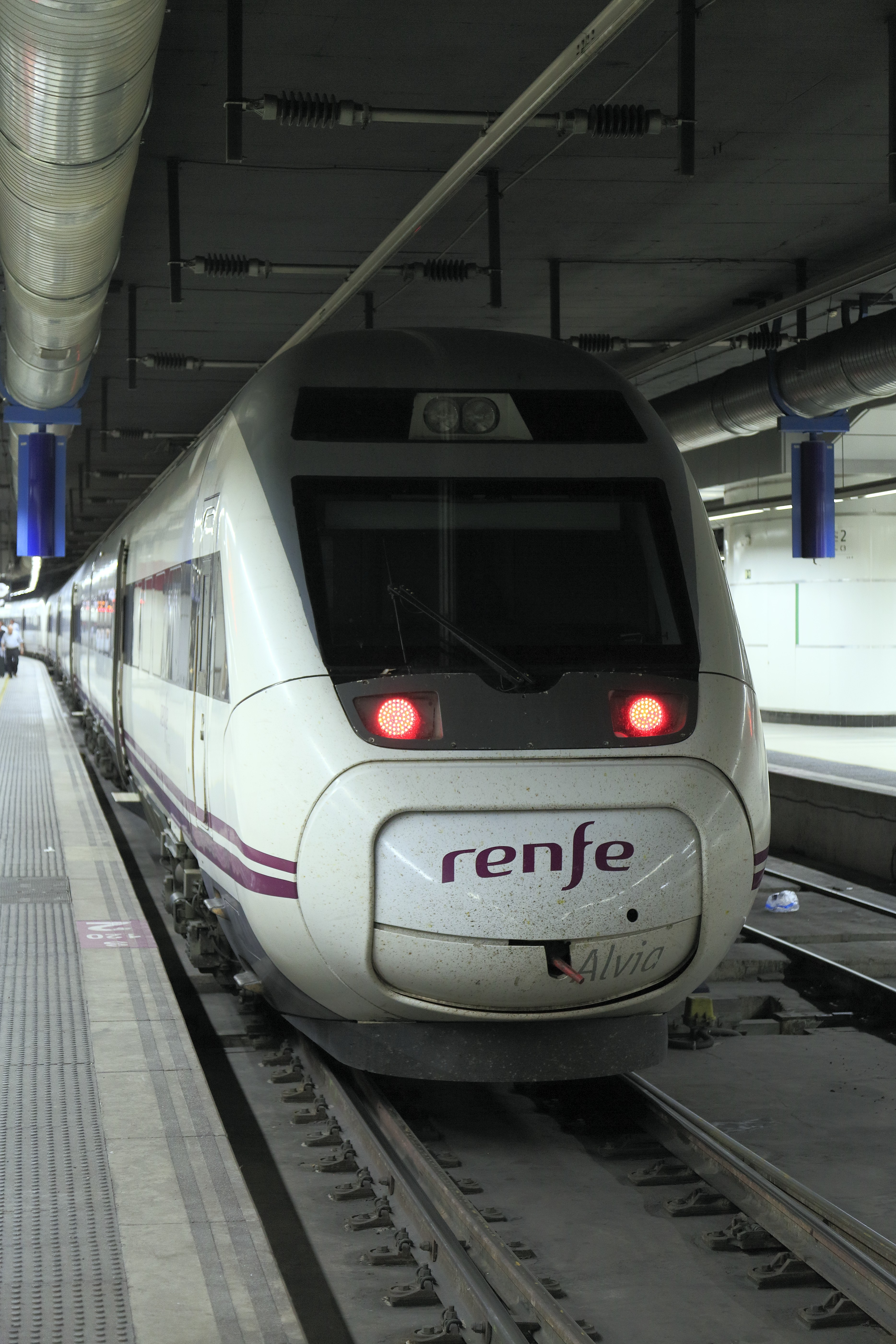